# 克里斯滕森岩
克里斯滕森岩（英語：Kristensen Rocks），是南極洲的岩石，位於維多利亞地的博克格雷溫克海岸，處於珀澤申群島，美國地質調查局根據測量和美國海軍拍攝的空中照片繪入地圖，現時由南極條約體系管理。